# Correa backhouseana
Correa backhouseana är en vinruteväxtart som beskrevs av William Jackson Hooker. Correa backhouseana ingår i släktet Correa och familjen vinruteväxter.

## Underarter
Arten delas in i följande underarter:
- C. b. coriacea
- C. b. orbicularis